# 詹姆斯·莫里斯
詹姆斯·莫里斯（James Peppler Morris，1947年1月10日—），是美国歌劇歌手，有著宏亮的低音，他最為人稱道的演出是在演出華格納的《尼貝龍的指環》中。
曾獲1990年及1991年格莱美奖最佳歌劇演唱獎。